# Houdini (Dua Lipa)
Houdini è un singolo della cantante britannico-albanese Dua Lipa, pubblicato il 10 novembre 2023 come primo estratto dal terzo album in studio Radical Optimism.

## Antefatti
All'inizio del 2023 Dua Lipa ha annunciato che il suo terzo album in studio sarebbe stato pubblicato l'anno seguente, optando per un suono prettamente orientato alla psichedelia degli anni settanta. Dopo aver cancellato archiviato tutti i post precedentemente pubblicati su Instagram nell'ottobre del 2023, Lipa ha postato una foto di se stessa con i capelli rossi, per poi condividere un'immagine ravvicinata di una chiave fra i denti.
La cantante ha pubblicato un'anteprima del brano sui sulla rete sociale il 31 ottobre 2023. Pur non rivelando ufficialmente il titolo nella circostanza, attraverso una combinazione riordinata di numeri ha lasciato intendere ai fan che la scelta sarebbe ricaduta su Houdini, dal nome dell'omonimo artista illusionista.

## Video musicale
Il video musicale, diretto da Emmanuel Cossu, è stato reso disponibile in contemporanea con l'uscita del singolo. Il videoclip ritrae Lipa eseguire la coreografia del brano all'interno di uno studio di danza insieme a un corpo di ballerini ed è stato interpretato dalla rivista Vogue come un riferimento al video del singolo del 2005 Hung Up di Madonna.

## Tracce
Testi e musiche di Dua Lipa, Caroline Ailin, Danny L Harle, Tobias Jesso Jr. e Kevin Parker.
1. Houdini – 3:05

## Formazione
- Dua Lipa – voce
- Kevin Parker – produzione, ingegneria del suono, cori, batteria, chitarra, basso, tastiere, percussioni, programmazione, effetti sonori
- Danny L Harle – produzione, arrangiamenti, cori, programmazione batteria, sintetizzatore
- Caroline Ailin – produzione vocale
- Tobias Jesso Jr. – cori
- Cameron Gower-Poole – produzione vocale, ingegneria del suono
- Josh Gudwin – missaggio
- Chris Gehringer – mastering
- Patrick Gardner – assistenza all'ingegneria del suono
- Jan Brzeziński – assistenza all'ingegneria del suono
- Josh Kay – assistenza all'ingegneria del suono
- Daniela Sicilia – assistenza all'ingegneria del suono

## Classifiche

### Classifiche settimanali
| Classifica (2023-24) | Posizione massima |
| -------------------- | ----------------- |
| Argentina            | 59                |
| Australia            | 7                 |
| Austria              | 14                |
| Belgio (Fiandre)     | 1                 |
| Belgio (Vallonia)    | 1                 |
| Bielorussia          | 1                 |
| Brasile              | 54                |
| Bulgaria             | 1                 |
| Canada               | 5                 |
| Croazia              | 23                |
| Danimarca            | 17                |
| Emirati Arabi Uniti  | 11                |
| Estonia              | 1                 |
| Finlandia            | 31                |
| Francia              | 7                 |
| Germania             | 17                |
| Grecia               | 1                 |
| Irlanda              | 6                 |
| Islanda              | 16                |
| Italia               | 17                |
| Kazakistan           | 2                 |
| Lettonia             | 12                |
| Libano               | 3                 |
| Lituania             | 5                 |
| Lussemburgo          | 3                 |
| Medio Oriente        | 12                |
| Moldavia             | 20                |
| Norvegia             | 11                |
| Nuova Zelanda        | 13                |
| Paesi Bassi          | 11                |
| Panama               | 126               |
| Polonia              | 13                |
| Portogallo           | 13                |
| Regno Unito          | 2                 |
| Repubblica Ceca      | 32                |
| Romania              | 10                |
| Russia               | 1                 |
| Singapore            | 24                |
| Slovacchia           | 9                 |
| Spagna               | 24                |
| Stati Uniti          | 11                |
| Svezia               | 13                |
| Svizzera             | 3                 |
| Ucraina              | 13                |
| Ungheria             | 9                 |

### Classifiche di fine anno
| Classifica (2023) | Posizione |
| ----------------- | --------- |
| Estonia           | 98        |
| Russia            | 197       |
| Classifica (2024) | Posizione |
| Australia         | 53        |
| Austria           | 73        |
| Bielorussia       | 15        |
| Bulgaria          | 6         |
| Canada            | 18        |
| Danimarca         | 70        |
| Estonia           | 22        |
| Francia           | 30        |
| Germania          | 35        |
| Islanda           | 62        |
| Kazakistan        | 16        |
| Paesi Bassi       | 46        |
| Polonia           | 59        |
| Portogallo        | 68        |
| Regno Unito       | 41        |
| Russia            | 38        |
| Stati Uniti       | 43        |
| Svizzera          | 59        |
| Ucraina           | 64        |